# Bohemia Energy
BOHEMIA ENERGY entity s.r.o. (někdy uváděna jako BEE) byl český dodavatel elektrické energie a zemního plynu existující od roku 2005. Po plné liberalizaci trhu s energiemi byla Bohemia Energy prvním alternativním dodavatelem, který obě komodity nabídl i domácnostem. Bohemia Energy je součástí stejnojmenné skupiny, kterou dále tvoří společnosti Comfort Energy, Europe Easy Energy, X Energie (též dřívější Akcenta Energie), Slovakia Energy, Amper Market. a od listopadu 2020 rovněž Energie ČS. Celá mezinárodně působící skupina evidovala k 31. 12. 2020 celkem 1,2 milionu zákazníků.
V říjnu 2021 společnost oznámila, že ukončuje činnost jako dodavatel elektrické energie a zemního plynu.

## Historie

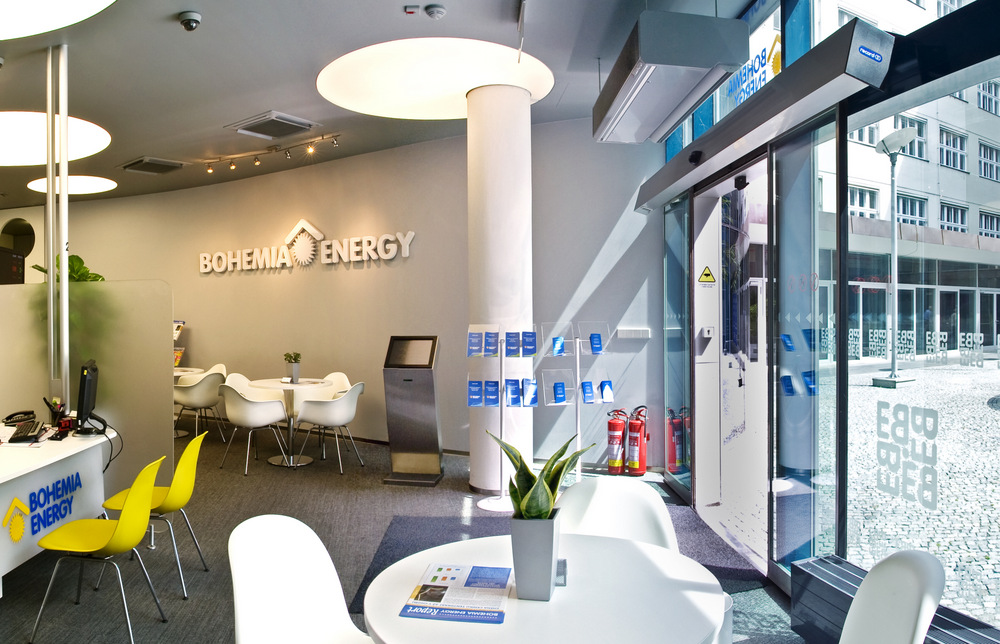
Interiér zákaznického centra Bohemia Energy

Společnost Bohemia Energy byla založena Jiřím Písaříkem v říjnu roku 2005 jako dodavatel elektřiny pro malé a střední podniky. V roce 2006 začala společnost dodávat elektřinu také do domácností. Mezi prvními klienty byli zákazníci sesterské firmy Bohemia TeleKom, která byla dodavatelem telekomunikačních služeb. V roce 2007 prostřednictvím Slovakia Energy vstoupila na slovenský trh. Od roku 2009 je Bohemia Energy rovněž dodavatelem zemního plynu. Kromě firem a domácností jsou klienty Bohemia Energy i obce. V lednu 2013 společnost získala licenci na obchodování s plynem také v Rakousku, což ji opravňuje uzavírat obchody na dodávky plynu s kterýmkoliv z dalších 140 v Rakousku registrovaných obchodníků. V průběhu roku 2013 společnost Bohemia Energy převzala dvě konkurenční společnosti České Energetické Centrum Jih s.r.o. a České Energetické Centrum a.s. a získala tak dalších 95 tisíc zákazníků. V listopadu 2015 koupila Bohemia Energy 100% podíl ve společnosti Europe Easy Energy. Europe Easy Energy se od ledna 2016 oficiálně stala součástí energetické skupiny Bohemia Energy. V červnu 2016 bylo Úřadem pro ochranu hospodářské soutěže (ÚOHS) schváleno převzetí energetické části podniku Right Power, jehož zákazníci s platností od 1. srpna přešli k Bohemia Energy. V prosinci se součástí energetické skupiny Bohemia Energy stala také společnost X Energie. Po této akvizici měla energetická skupina Bohemia Energy více než milion zákazníků v České republice a na Slovensku. V září 2018 pak ÚOHS schválil transakci Europe Easy Energy na převzetí 100 % akcií ve společnosti Amper Market, která se tak stala součástí skupiny Bohemia Energy. V listopadu 2020 se součástí skupiny stala Energie ČS, dceřiná společnost České spořitelny pro prodej elektřiny a plynu (přešla do vlastnictví Europe Easy Energy).

## Pád v roce 2021
Společnost 13. října 2021 oznámila, že ukončí svoji činnost a došlo tak k největšímu z krachů dodavatelů energií v Česku, který následoval zvýšení cen energií na trzích v průbehu léta a podzimu 2021.
Podle vyjádření samotné společnosti byl důvodem extrémní růst cen elektřiny a plynu na velkoobchodních trzích. Podle některých kritiků postupu společnosti pak riskantní strategie společnosti spočívající v sázce na klesající ceny energií.
Ukončení provozu znamenalo pro zhruba 600 tisíc odběrných míst elektřiny a 300 tisíc odběrných míst plynu nutnost přejít pod tzv. dodavatele poslední instance a začít platit typicky značně vyšší zálohy za dodávanou energii.
V reakci na ukončení fungování společnosti začala na přelomu září a října vznikat iniciativa klientů společnosti, kteří se začali organizovat k hromadné žalobě. V reakci na toto dění začala vláda Andreje Babiše připravovat uzákonění institutu hromadné žaloby, který v té době v Česku zatím nebyl uzákoněn.
Analytici Pirátské strany současně zmapovali snahy Jiřího Písaříka o převedení části svého majetku na virtuální firmy, čemuž následně na základě předběžného opatření zabránil Městský soud v Praze.

## Statistiky

### Vývoj počtu zákazníků
Takto se vyvíjel počet odběrných míst (OPM) společnosti Bohemia Energy podle statistik operátora trhu OTE v jednotlivých letech pro komodity elektřina a plyn. Údaje jsou uváděny vždy ke konci daného období.
| Rok  | Počet odběrných míst elektřiny | Počet odběrných míst plynu | Celkem odběrných míst |
| ---- | ------------------------------ | -------------------------- | --------------------- |
| 2009 | 92 656                         | 37 806                     | 130 462               |
| 2010 | 141 301                        | 67 199                     | 208 500               |
| 2011 | 208 218                        | 138 632                    | 346 850               |
| 2012 | 244 711                        | 158 457                    | 403 168               |
| 2013 | 316 390                        | 195 768                    | 512 158               |
| 2014 | 315 996                        | 184 957                    | 500 953               |
| 2015 | 316 244                        | 181 655                    | 497 899               |
| 2016 | 370 769                        | 188 850                    | 559 619               |
| 2017 | 384 780                        | 191 593                    | 576 373               |
| 2018 | 397 818                        | 199 210                    | 597 028               |
| 2019 | 386 915                        | 194 570                    | 581 485               |
| 2020 | 385 738                        | 189 714                    | 575 452               |

### Vývoj obratu společnosti
Takto se vyvíjel obrat společnosti Bohemia Energy podle Účetních závěrek a Výročních zpráv publikovaných ve Sbírce listin v rámci Obchodního rejstříku.
| Rok  | Obrat v tis. Kč |
| ---- | --------------- |
| 2006 | 15 034          |
| 2007 | 497 221         |
| 2008 | 1 429 360       |
| 2009 | 2 978 493       |
| 2010 | 4 214 693       |
| 2011 | 6 271 142       |
| 2012 | 8 622 000       |
| 2013 | 9 400 000       |
| 2014 | 8 700 000       |
| 2015 | 8 430 000       |
| 2016 | 9 320 000       |
| 2017 | 10 630 000      |
| 2018 | 10 940 000      |
| 2019 | 9 500 000       |
| 2020 | 10 120 000      |

Skupina Bohemia Energy jako celek vykázala za rok 2020 meziroční 7% nárůst tržeb na 23,06 mld. Kč

## Charitativní činnost
Bohemia Energy se v oblasti společenské odpovědnosti zaměřovala především na pomoc a podporu dětí. Dlouhodobě spolupracovala s organizacemi Život dětem, Černí koně, Česká asociace streetwork či Smiling Crocodile.

## Ocenění
Reklamní kampaň „Nic na vás nehrajeme“ získala řadu ocenění: IMC Czech Awards 2019, Effie 2019, Effie 2020, IMC European Awards 2019, IMC European Awards 2020, Zlatá pecka 2019.
V žebříčku firem TOP Zaměstnavatelé 2020 se Bohemia Energy umístila mezi Top 5 zaměstnavateli v kategorii „Energetika & Plynárenství & Petrochemický průmysl“.
Kariérní video Bohemia Energy se umístilo na 3. místě Recruitment Academy Awards 2019 v kategorii „Kariérní video roku (velké firmy)“.
16. dubna 2015 získala Bohemia Energy IT ocenění Internet Effectiveness Awards 2014 (IEA) v kategorii Průmysl a energetika, které uděluje Asociace dodavatelů internetových řešení, za projekt online uzavírání smluv prostřednictvím tabletů.
V roce 2014 získala Bohemia Energy ocenění IT projekt roku za uzavírání smluv online prostřednictvím tabletů. Ocenění každoročně uděluje Česká asociace manažerů informačních technologií (CACIO).
V roce 2011 časopis Strategie jmenoval Bohemia Energy mezi čtyřmi nejúspěšnějšími firmami v rámci hodnocení reklamy.

## Oznámení o nekalých soutěžních praktikách
V dubnu 2010 podala společnost ČEZ oznámení o nekalých soutěžních praktikách Bohemia Energy na Státní energetickou inspekci. Jako důvody uvedl ČEZ údajné neetické postupy podomních obchodníků Bohemia Energy, jejich klamavé praktiky a podávání zavádějících informací zákazníkům ČEZ. Bohemia Energy uvedla, že s podomním prodejem skončila už na konci roku 2009. Zároveň připustila, že důvodem pro ukončení spolupráce s externími firmami, které podomní prodej jejich služeb zajišťovaly, bylo právě podávání klamných informací potenciálním zákazníkům.